# Terrier ruso negro
El terrier ruso negro (del ruso: Чёрный терьер), apodado perro de Stalin, es una raza de perro tradicionalmente usada como perro guardián y policía. Es poco común encontrar a perros de esta raza fuera de su país de origen y su reconocimiento en otros países apenas ha empezado.
La FCI reconoció la raza en 1984 y la American Kennel Club lo hizo en 2004. 

## Características
Se trata de un tipo de perro grande, con una estatura que llega hasta los 72 cm. Puede llegar a pesar entre 36 y 65 kg. Su pelo es largo y rizado, generalmente de color negro o gris. Su esperanza de vida es de entre diez y doce años.
A pesar de su nombre, el terrier ruso negro no puede realmente considerarse un perro terrier, pues se encuentra más cerca de ser un schnauzer.